# Nikos Skalkottas
Nikos Skalkottas (také Nikolaos, řecky Nίκος Σκαλκώτας) (21. března 1904 Chalcis ostrov Euboea, Řecko – 19. září 1949 Athény) byl řecký hudební skladatel. Jeden z významných členů Druhé vídeňské školy.

## Život
Skalkottas se narodil na řeckém ostrově Euboea v chudé rodině. Otec byl řezač mramoru a lidový muzikant. Na housle začal hrát v pěti letech pod vedením svého otce a strýce Kostase. O tři roky později se rodina přestěhovala do Athén, protože Kostas ztratil místo městského kapelníka. Nikos pokračoval ve studiu hudby na athénské konzervatoři, kterou s vynikajícím prospěchem absolvoval v roce 1920. Získal stipendium z Averoffovy nadace, které mu umožnilo pokračovat ve studiu v zahraničí.
V letech 1921–1933 žil v Berlíně. Nejprve studoval hru na housle u Willy Hesse na Pruské akademii umění. V roce 1923 se rozhodl studovat kompozici. Jeho učiteli byli Robert Kahn, Paul Juon, Kurt Weill a Philipp Jarnach. V letech 1927–1932 byl žákem Arnolda Schoenberga v jeho berlínské mistrovské třídě. Po několik let žil s houslistkou Matla Temko, se kterou měl dvě děti.
V březnu 1933 byl donucen chudobou a dluhy k návratu do Athén. Měl původně v úmyslu se vrátit do Berlína, ale utrpěl nervové zhroucení a řecké úřady mu odebraly pas, údajně proto, že nevykonal vojenskou službu. V Řecku tak zůstal až do konce svého života. Živil se jako houslista v athénských orchestrech. Pracoval také Archivu lidové hudby v Athénách na transkripci řeckých lidových písní do běžné evropské notace. Během německé okupace Řecka za 2. světové války byl po několik měsíců internován. V roce 1946 se oženil s klavíristkou Marií Pangaliovou, se kterou měl dva syny. V roce 1949, krátce po narození druhého syna, zemřel.

## Dílo

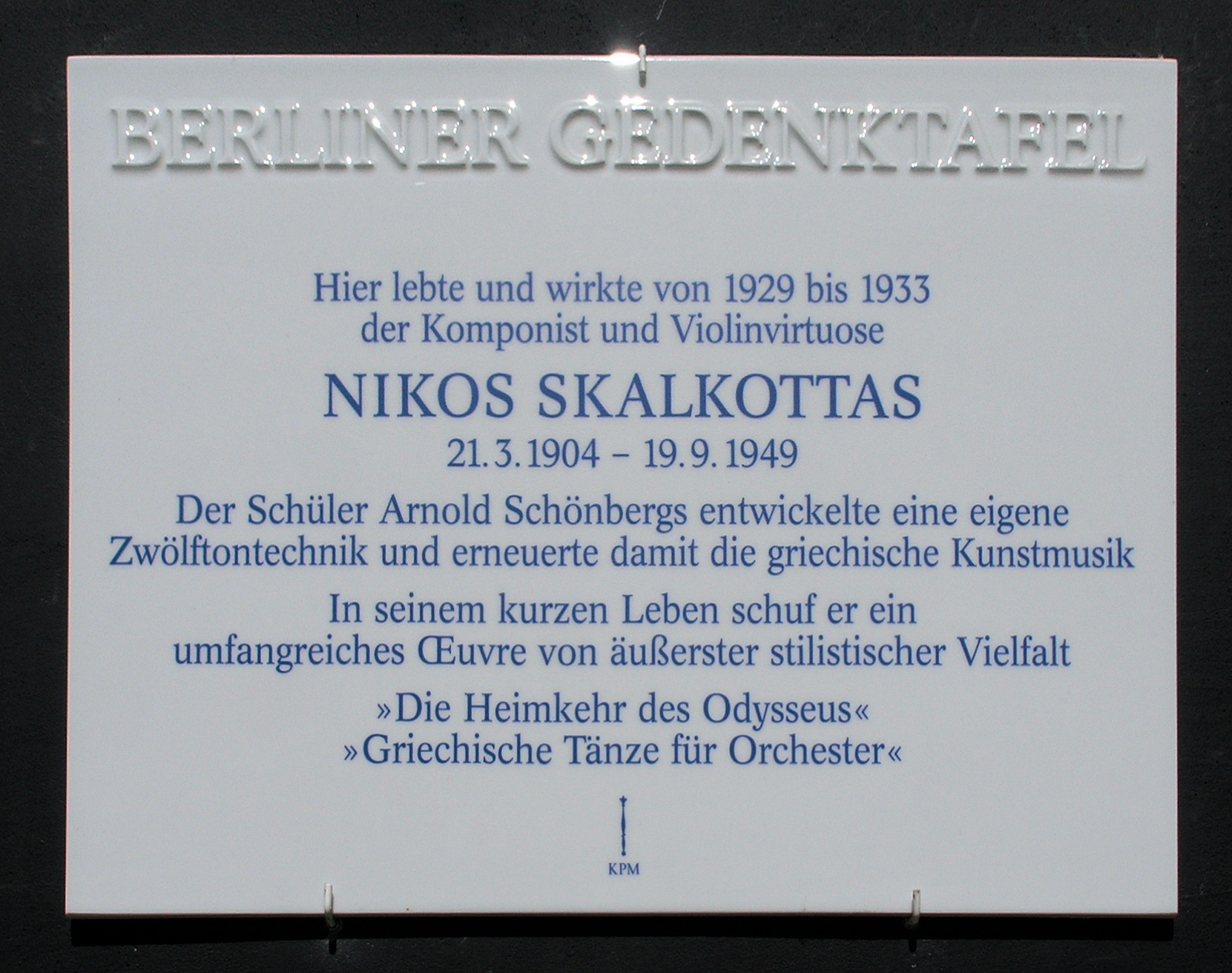
Pamětní deska v Berlíně

### Orchestrální skladby
- Symfonická suita č. 1 (1929)
- 36 řeckých tanců (1931–36)
- Overture (také nazývaná Symfonie) Návrat Odyseův (1942)
- Symfonická suita č. 2 (1944–46)
- Klasická symfonie pro dechový orchestr (1947)
- Starověký řecký pochod (1947)
- Symfonieta b-moll (1948–9)
- Řecký tanec c-moll (1949)

### Koncerty
- Concerto Grosso pro dechový orchestr (1928–31, ztraceno)
- Koncert pro housle, klavír a komorní orchestr (1930)
- Klavírní koncert č. 1 (1931)
- Concertino pro dva klavíry a orchestr (1935)
- Tři řecké tance (1936)
- Sedm řeckých tanců (1936)
- Klavírní koncert č. 2 (1937)
- Houslový koncert (1938)
- Violoncellový koncert (1938, ztracen)
- Klavírní koncert č.. 3 (1939; pro klavír a 10 dechových nástrojů)
- 10 skic (1940)
- Koncert pro housle, violu a velký dechový orchestr (1940–42)
- Malá suita pro smyčce (1942)
- Koncert pro kontrabas (1942)
- Koncert pro dvoje housle (1944–45)
- Concertino pro klavír (1948–49)
- Nocturne-Divertimento pro xylofon a orchestr (1949)

### Balety
- Dívka a smrt (1938)
- Skřítci (1939, částečně podle klavírních skladeb Bély Bartóka a Igora Stravinského)
- Ostrovní obrazy (baletní suita, 1943)
- Kráska s růží (1946)
- Řecká země a moře (1947–48)
- Moře (1948–49)

### Scénická hudba
- Mayday Spell, a Fairy Drama (Christos Evelpidis, 1944)
- Jindřich V., (William Shakespeare, pro rozhlas, 1947–48)

### Komorní hudba
- Sonáta pro housle sólo (1925)
- Smyčcový kvartet (1926; ztraceno)
- Smyčcové trio (1926; ztraceno)
- Smyčcový kvartet č. 1 (1928)
- Sonatina č. 1 pro housle a klavír (1929; partly ztraceno)
- Sonatina č. 2 pro housle a klavír (1929)
- Smyčcový kvartet č. 2 (1929–30; ztraceno)
- Easy Music pro smyčcový kvartet (1930; ztraceno)
- Oktet (1931)
- Smyčcové trio č. 2 (1935)
- Sonatina č. 3 pro housle a klavír (1935)
- Sonatina č. 4 pro housle a klavír (1935)
- Smyčcový kvartet č. 3 (1935)
- Klavírní trio (1936)
- Malý chorál a fuga pro housle a klavír (1936)
- Pochod vojáčků pro housle a klavír (1936)
- Nocturno pro housle a klavír (c. 1937)
- Rondo pro housle a klavír (c. 1937)
- 8 variací na řeckou národní píseň pro klavírní trio (1938)
- Gavotta pro housle a klavír (1939)
- Concertino pro hoboj a klavír (1939)
- Scherzo pro housle, violu, violoncello a klavír (1936–40)
- Scherzo pro housle a klavír (1940)
- Largo pro violoncello a klavír (1940)
- Menuetto Cantato pro housle a klavír (1940)
- 10 skic pro smyčcový kvartet (1940)
- Smyčcový kvartet č. 4 (1940)
- Duo pro housle a violu (1939–42)
- Kvartet pro hoboj, trubku, fagot a klavír (1940–43)
- Concertino pro trubku a klavír (1940–43)
- Tango a Foxtrot, pro hoboj, trubku, fagot a klavír (1940–43)
- Sonáta pro housle a klavír (1940–43)
- Sonata concertante pro fagot a klavír (1943)
- Malá suita č. 1 pro housle a klavír (1946)
- Malá suita č. 2 pro housle a klavír (1946)
- Duo pro housle a violoncello (1947)
- 3 řecké lidové písně pro violoncello a klavír (c. 1942–48)
- Bolero pro violoncello a klavír (1948–9)
- Něžná melodie pro violoncello a klavír (1948–9)
- Serenáda pro violoncello a klavír (1948–9)
- Sonatina pro violoncello a klavír (1949)
- Gero Dimos pro smyčcový kvartet (1949)

### Vokální hudba
- Doe pro zpěv a klavír (1931)
- 16 melodií pro mezzosoprán a klavír (1941)

### Klavírní skladby
- Řecká suita (1924–25)
- 15 malých variací (1927)
- Sonatina (1927)
- 4 suity č. 1 (1936–1941)
- 32 klavírních skladeb (1940)
- 4 etudy (1941)
- Berceuse (1941)
- Echo (1946)
- Procesí k Acheronu (1948)